# Henry Miller
Henry Valentine Miller (n. 26 decembrie 1891 la Yorkville, Manhattan – d. 7 iunie 1980 la Pacific Palisades, Los Angeles) a fost un scriitor american și un pasionat de pictură.
Este cunoscut pentru ruperea de genurile literare existente, scriind un fel mix între povestire, autobiografie, critică socială, reflexie filozofică, ascensiune suprarealistă și misticism. În acest conglomerat el descrie viața reală a lui Henry Miller și care constituie totuși o construcție imaginativă. Cele mai semnificative opere de acest fel ale sale sunt Tropicul Cancerului, Tropicul Capricornului  și Primăvara Neagră. A scris de asemenea jurnale de călătorie și eseuri de critică și analiză literară.

## Biografie
Miller este fiul unui cuplu german: croitorul Heinrich Miller, cu descendență germană și Louise Marie Neiting. S-a născut în zona Yorkville din cartierul Manhattan, New York. În copilărie, a locuit timp de nouă ani pe Avenue Driggs, nr. 662 în Williamsburg, Brooklyn, cunoscut în acea perioadă (și menționat frecvent de acesta în operele sale) ca Al Paisprezecelea Cartier. În tinerețe, a fost activ în Partidul Socialist (idolul său de atunci era socialistul de culoare Hubert Harrison). Pentru scurt timp, un singur semestru, a frecventat cursurile City College, din New York. Deși era un student excepțional, nu dorea să fie legat de sau să se supună sistemului de educație tradițional al colegiilor.
Prima sa soție a fost Beatrice Sylvas Wickens, cu care s-a căsătorit în 1917. În perioada 1928-1929, Miller a petrecut mai multe luni la Paris alături de cea de-a doua soție, June Edith Smith.
În 1930, s-a mutat singur la Paris, continuând să trăiască acolo până la izbucnirea Celui De-al Doilea Război Mondial. Deși Miller avea posibilități materiale foarte reduse în timpul primului an petrecut la Paris, lucrurile au început să se schimbe atunci când a cunoscut-o pe  Anais Nin, care, împreună cu Hugh Guiler, l-a întreținut pe tot parcursul anilor '30, acoperind inclusiv cheltuielile cu chiria pentru frumosul și modernul apartament din Villa Seurat, nr. 18. Anaïs Nin i-a devenit amantă și a finanțat prima ediție a romanului Tropicul Cancerului în 1934, cu bani de la Otto Rank.
Miller a fost portretizat de către Fred Ward în anul filmul din anul 1990 Henry & June și de Rip Torn în ecranizarea din anul 1970 a Tropicul Cancerului.

## Scrieri
Romanele sale de puternică expresie autobiografică, confesivă, cu elemente șocant naturaliste, reprezintă rechizitorii incisive la adresa societății tehnocrate, care împiedică afirmarea individualității umane.
- 1934: Tropic of Cancer ("Tropicul Cancerului");
- 1939: Tropic of Capricorn ("Tropicul Capricornului");
- 1945: The Air-Conditioned Nightmare ("Coșmarul cu aer condiționat");
- 1947: Blaise Cendrars, eseu;
- 1949/1960: The Rosy Crucifixion ("Crucificare trandafirie") care include romanele Sexus, Plexus  și Nexus ;
- 1952: Rimbaud, eseu;
- 1962: Stand Still Like the Hummingbird ("Stai nemișcat ca o pasăre-muscă");
- 1971: My Life and Times ("Viața și memoriile mele"), memorialistică.